# Janet Dawson
Pour les articles homonymes, voir Dawson.
Janet Dawson, née en 1949, est une femme de lettres américaine, auteure de roman policier .

## Biographie
Janet Dawson fut journaliste dans le Colorado. Elle est membre du personnel de l'université de Californie à Berkeley.
En 1990, elle publie son premier roman, Kindred Crimes, avec lequel elle est lauréate du Prix St. Martin's Press Private Eye Writers of America 1989. C'est le premier volume d'une série consacrée au détective privé d'Oakland, Jeri Howard. 
En 2003, avec la nouvelle Voice Mail, elle remporte le prix Macavity de la meilleure nouvelle.

## Œuvre

### Romans

#### SérieJeri Howard
- Kindred Crimes (1990)
- Till the Old Men Die (1993)
- Take a Number (1993)
- Don’t Turn Your Back on the Ocean (1994)
- Nobody’s Child (1995) (autre titre The Missing Child)
- A Credible Threat (1996)
- Witness to Evil (1997)
- Where the Bodies Are Buried (1998)
- A Killing at the Track (2000)
- Bit Player (2011)
- Cold Trail (2015)
- Water Signs (2017)

#### SérieCalifornia Zephyr
- Death Rides the Zephyr (2013)
- Death Deals a Hand (2016)
- The Ghost in Roomette Four (2018)

#### Autre roman
- What You Wish For (2012)

### Nouvelles et novellas

#### SérieJeri Howard
- Blue Eyes (2011)
- Candles On The Corner (2011)
- Little Red Corvette (2011)
- Slayer Statute (2011)

#### Autres nouvelles et novellas
- By The Book
- Pack Rat
- Voice Mail
- Invisible Time
- Mrs. Lincoln's Dilemma
- What The Cat Dragged In
- Witchcraft
- But Not Forgotten (2018)

### Recueils de nouvelles
- Scam and Eggs (2002)
- Casebook (2011)

## Prix et distinctions

### Prix
- Prix St. Martin's Press Private Eye Writers of America 1989 pour Kindred Crimes[1]
- Prix Macavity 2003 de la meilleure nouvelle pour Voice Mail[2]

### Nominations
- Prix Anthony 1991 du meilleur premier roman pour Kindred Crimes[3]
- Prix Macavity 1991 du meilleur premier roman pour Kindred Crimes[2]
- Prix Shamus 1991 du meilleur premier roman pour Kindred Crimes[4]
- Left Coast Crime Golden Nugget Award 2012 pour Bit Player[5]